# Sandra Daniela Gerber
Sandra Daniela Gerber (* 13. Juni 1985 in Langnau im Emmental) ist eine ehemalige Schweizer Snowboarderin. Sie startete in der Disziplin Snowboardcross.

## Werdegang
Gerber, die für den SC Belp startete, nahm von 2009 am Europacup und von 2011 bis 2018 am Weltcup teil. Ihren ersten Weltcup fuhr sie im März 2011 in Arosa, welchen sie auf den 20. Platz beendete. Bei den Snowboard-Weltmeisterschaften 2013 in Stoneham belegte sie den 19. Rang. Im folgenden Jahr erreichte sie mit zwei zehnten Plätzen in Vallnord-Arcalís und in Veysonnaz ihre ersten Top-Zehn-Platzierungen im Weltcup. Bei ihrer ersten Olympiateilnahme 2014 in Sotschi kam sie auf den 13. Rang. In der Saison 2014/15 kam sie bei drei Weltcups unter den ersten zehn und erreichte damit den sechsten Platz im Snowboardcross-Weltcup. Bei den Snowboard-Weltmeisterschaften 2015 am Kreischberg errang er den 15. Platz. Ihren letzten Weltcup absolvierte sie im März 2018 in Veysonnaz, welchen sie auf dem 22. Platz beendete.
Gerber nahm an 29 Weltcup teils und kam dabei sechs Mal unter den ersten Zehn.

## Teilnahmen an Weltmeisterschaften und Olympischen Winterspielen

### Olympische Winterspiele
- 2014 Sotschi: 13. Platz Snowboardcross

### Snowboard-Weltmeisterschaften
- 2013 Stoneham: 19. Platz Snowboardcross
- 2015 Kreischberg: 15. Platz Snowboardcross

## Weltcup-Gesamtplatzierungen
| Saison  | Snowboardcross-Weltcup | Snowboardcross-Weltcup |
| Saison  | Punkte                 | Platz                  |
| ------- | ---------------------- | ---------------------- |
| 2010/11 | 210                    | 34.                    |
| 2011/12 | -                      | -                      |
| 2012/13 | 770                    | 21.                    |
| 2013/14 | 1120                   | 15.                    |
| 2014/15 | 1120                   | 6.                     |
| 2015/16 | -                      | -                      |
| 2016/17 | 150                    | 36.                    |
| 2017/18 | 1062                   | 23.                    |